# Xã Reno, Michigan
Xã Reno (tiếng Anh: Reno Township) là một xã thuộc quận Iosco, tiểu bang Michigan, Hoa Kỳ. Năm 2010, dân số của xã này là 590 người.